# Sturt Highway
Der Sturt Highway ist eine Fernverkehrsstraße im Südosten Australiens. Er verbindet den Hume Highway südöstlich von Wagga Wagga mit der Main North Road in Gawler und verläuft in Ost-West-Richtung von New South Wales durch Victoria nach Südaustralien. Er ist wichtiger Teil der direkten Straßenverbindung zwischen Sydney und Adelaide.
Benannt ist der Sturt Highway nach dem Entdeckungsreisenden Charles Sturt. Nicht zu verwechseln ist der Sturt Highway mit dem Stuart Highway, der zwischen Adelaide und Darwin verläuft.

## Verlauf

### New South Wales

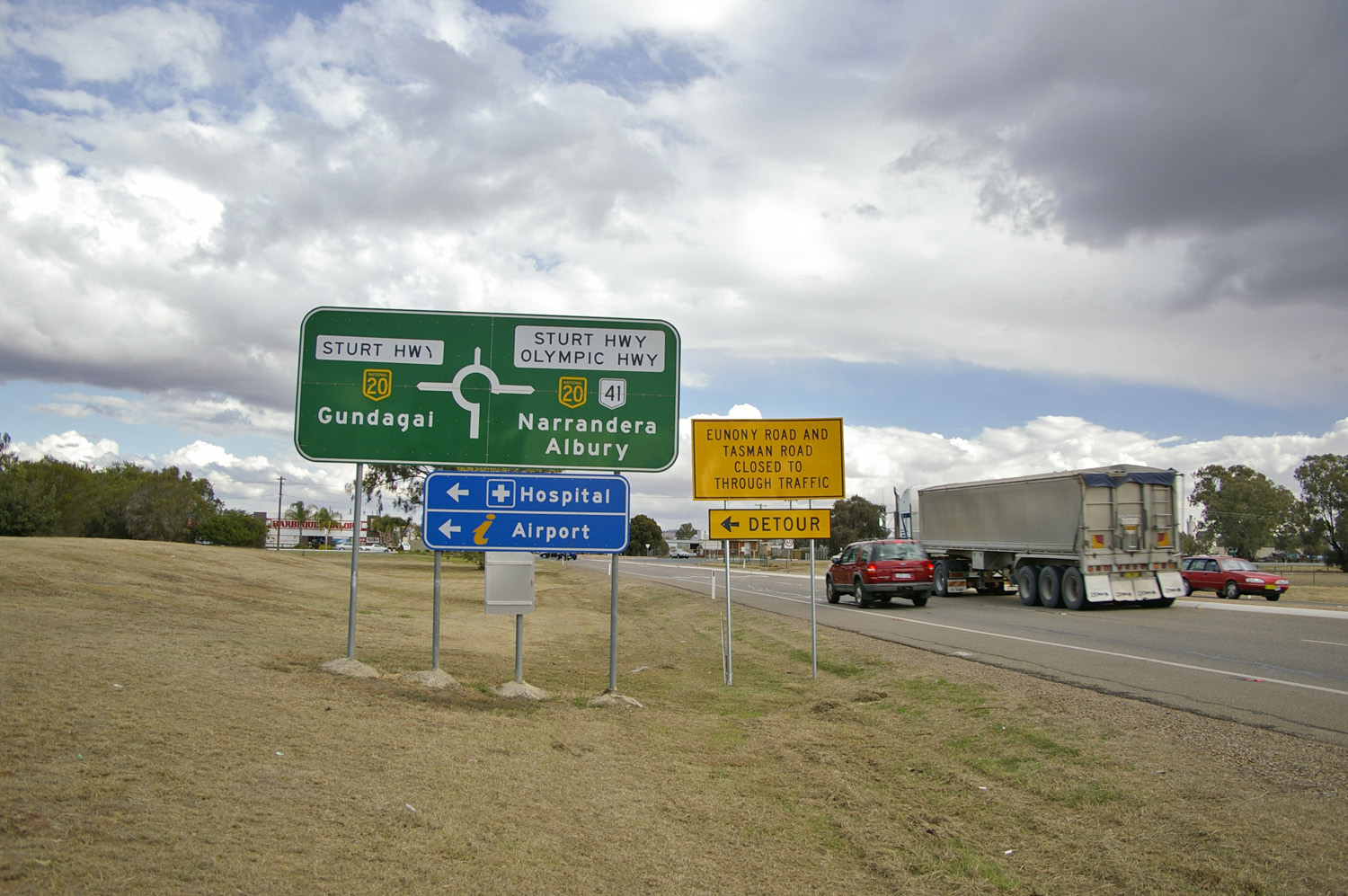
Kreuzung von Sturt und Olympic Highway in Wagga Wagga

Der Sturt Highway beginnt etwa acht Kilometer nördlich von Tarcutta an einer Abzweigung vom Hume Highway (N31), etwa 400 km südwestlich von Sydney. Der Hume Highway ist die Hauptverbindungsstraße zwischen den Metropolen Sydney und Melbourne.
Die Straße beginnt ihren Weg in Richtung Westen und erreicht nach 45 km die Stadt Wagga Wagga. Dies ist die größte Stadt im Landesinneren von New South Wales. In Wagga Wagga kreuzt der Olympic Highway (R41) in Nord-Süd-Richtung.
95 km weiter nordwestlich liegt Narrandera, die nächste größere Stadt. In Narrandera kreuzt der Newell Highway (N39) in Nord-Süd-Richtung. Narrandera ist bekannt als Zentrum einer landwirtschaftlich sehr ertragreichen Gegend, welche durch großflächige künstliche Bewässerung geschaffen wurde. So werden heute neben dem traditionellen Getreideanbau und der Schafzucht auch Zitrusfrüchte und Wein erfolgreich angebaut.
Weitere 170 km in Richtung Westen liegt Hay. In Hay treffen gleich mehrere große Highways aufeinander. So kreuzt in Nord-Süd-Richtung der Cobb Highway (R75), der von Wilcannia im Norden des Staates nach Echuca an der Grenze zwischen New South Wales und Victoria verläuft. Zusätzlich trifft aus Bathurst in Richtung Nordosten kommend der Mid Western Highway (R24) in Hay auf den Sturt Highway.
Etwa 210 km weiter westlich führt der Sturt Highway durch Euston. Euston bietet über eine Brücke über den Murray River Anschluss nach Robinvale, dem nördlichen Endpunkt des Murray Valley Highway (B400) darstellt.
Mit Buronga ist nach weiteren 80 km die letzte Stadt in New South Wales erreicht, bevor der Sturt Highway die Grenze nach Victoria überquert. Von Broken Hill im Norden her führt der Silver City Highway (B79) nach Buronga. In der Nähe der Stadt soll das erste Aufwindkraftwerk in Australien entstehen, allerdings ist mit dem Bau noch nicht begonnen worden.

### Victoria
Nachdem der Sturt Highway den Murray River überquert hat, führt er durch Mildura, die einzige größere Ortschaft in Victoria, die der Highway passiert. Mildura ist Zentrum der Sunraysia Region, einer Region, in der viele Zitrusfrüchte und Weintrauben angebaut werden. Etwas außerhalb von Mildura zweigt der Calder Highway (A79) in Richtung Süden ab. Dieser führt über Bendigo nach Melbourne.
Von Mildura aus verläuft der Sturt Highway ca. 120 km in Richtung Westen, bis er die Grenze zwischen Victoria und South Australia erreicht.

### South Australia

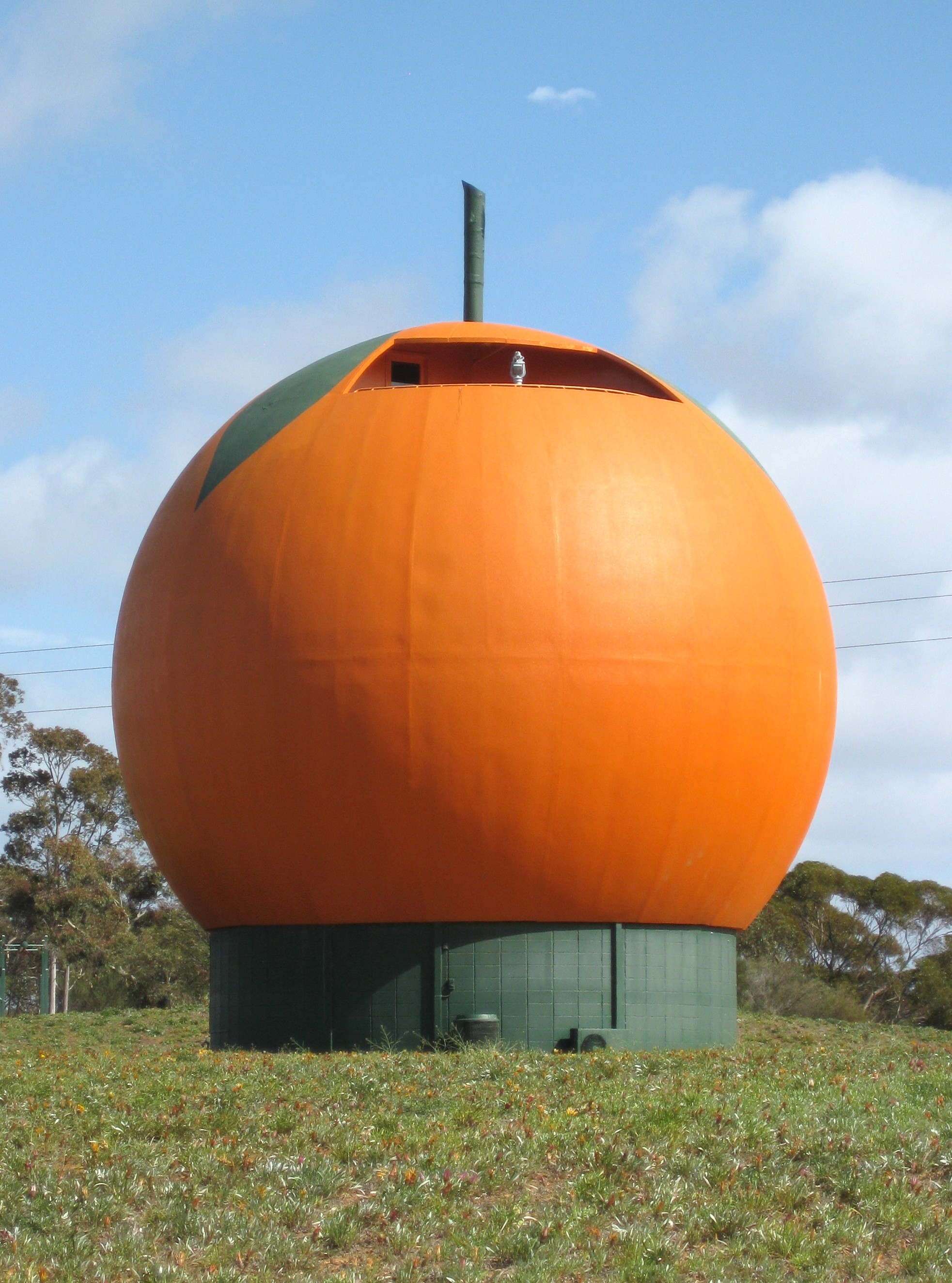
Big Orange in Berri am Sturt Highway

Nachdem der Sturt Highway die Grenze nach South Australia überquert hat, erreicht er als erste größere Ortschaft Renmark. Die Stadt war die erste von Europäern gegründet Siedlung am Lauf des Murray River.
Weiter in Richtung Westen verlaufend passiert der Sturt Highway nach 20 km die Ortschaft Berri, die in erster Linie für das ehemalige Unternehmen Berri Ltd. und dessen Fruchtsaftmarke Berri Juice bekannt ist.
Nach weiteren 60 km in Richtung Westen ist die Ortschaft Waikerie erreicht. Dort ist der Schaufelraddampfer Murray River Queen vertäut. Dieser war lange Jahre als luxuriöses Kreuzfahrtschiff auf dem Murray River unterwegs und dient nun als Hotel und Restaurant. Es wird jetzt nur noch gelegentlich für kürzere Fahrten auf dem Fluss genutzt.
Auf seinem weiteren Weg in Richtung Westen passiert der Sturt Highway das Barossa Valley, das bekannteste Weinbaugebiet Australiens. Er verläuft nördlich von Nuriootpa, dem wirtschaftlichen Zentrum des Barossa Valley.
In der Stadt Gawler etwa 40 km nordöstlich der Landeshauptstadt Adelaide, trifft der Sturt Highway auf die Main North Road (B19 / A32). Als Gawler Bypass führt er im Westen um die Stadt herum. Dort zweigt der Northern Expressway (NM20) nach Westen ab, der zum Princes Highway (NA1) westlich von Adelaide führt. In Evanston endet der Sturt Highway an der Main North Road (A52), die nach Adelaide Nord führt.

## Straßennummerierung
- vom Hume Highway bis zur Grenze New South Wales – Victoria
- von der Grenze New South Wales – Victoria bis Gawler West
- von Gawler West bis Evanston (Gawler)